# Radio SuperNova
Radio SuperNova – nieistniejąca sieć rozgłośni lokalnych należąca do Grupy Radiowej Time, wchodzącej w skład Grupy ZPR Media. Stacja rozpoczęła nadawanie 5 maja 2021 roku, zastępując w eterze Radio Wawa. Dyrektorem programowym stacji była Anna Paluszek, szefem muzycznym Paweł Wiszniewski, a dyrektorem promocji Anna Wróblewska.
Format muzyczny stacji obejmował twórczość w języku polskim. Na antenie pojawiały się aktualne polskie przeboje z gatunku: pop i disco polo, z lat 80. i 90. oraz te powstałe po 2000 roku. Nadawane były też m.in. audycje informacyjne, publicystyczne, kulturalne i rozrywkowe.
10 stycznia 2024 o północy Radio SuperNova zakończyło nadawanie i zostało zastąpione przez radio Eska2.

## Sieć
Sieć Radia SuperNova tworzyło czternaście lokalnych rozgłośni nadających w siedemnastu miastach:
- SuperNova Biała Podlaska – 95,8 MHz
- SuperNova Gdańsk – 90 MHz
- SuperNova Jelenia Góra – 89,1 MHz
- SuperNova Kielce – 104,6 MHz
- SuperNova Konin[a] (stacja nadawcza w Brzezińskich Holendrach[6]) – 106 MHz
- SuperNova Kraków – 88,8 MHz
- SuperNova Łódź – 99,8 MHz
- SuperNova Nowy Sącz – 92,4 MHz
- SuperNova Opole – 105,7 MHz
- SuperNova Rzeszów:
  - Krosno – 92,6 MHz
  - Rzeszów – 98,4 MHz
- SuperNova Stalowa Wola  – 105,0 MHz[7]
- SuperNova Szczecin – 93,2 MHz
- SuperNova Toruń – 96,7 MHz
- SuperNova Trzebnica:
  - Trzebnica – 89,5 MHz
  - Milicz – 97,3 MHz
- SuperNova Warszawa[b]:
  - Warszawa – 89,8 MHz
  - Ostrołęka – 90,3 MHz
- SuperNova Wrocław – 105,5 MHz

## Historia
Radio SuperNova powstało na bazie Radia Wawa, działającego od 1992 roku. 15 września 2020 roku nadawca, spółka International Communication, wystąpił do Krajowej Rady Radiofonii i Telewizji z wnioskiem o dokonanie zmiany w koncesji. Miała ona polegać na zastąpieniu dotychczasowej nazwy programu nazwą SuperNova. Analogiczne wnioski dotyczyły trzynastu pozostałych koncesji, na podstawie których działała sieć Wawa. 17 grudnia 2020 roku Krajowa Rada Radiofonii i Telewizji wyraziła zgodę na wprowadzenie wnioskowanych zmian, przyjmując stosowne uchwały, a dwa miesiące później Przewodniczący KRRiT podpisał decyzje w tej sprawie.
Nadawanie pod marką SuperNova sieć rozpoczęła 5 maja 2021 roku o północy. Pierwszym wyemitowanym utworem w historii stacji był „Początek” projektu Męskie Granie.
W związku z rekordowo niską słuchalnością stacji na przełomie 2021 i 2022 jej kierownictwo wprowadziło na antenę także muzykę disco polo (od 7 lutego 2022 roku). Tego dnia weszły w życie również kosmetyczne zmiany w ramówce radia.
W listopadzie 2023 roku Krajowa Rada Radiofonii i Telewizji wyraziła zgodę na zmianę nazwy stacji sieci na Eska2. Nowa sieć ma format zbliżony do obecnego formatu Radia SuperNova.
10 stycznia 2024 roku Radio SuperNova zakończyło
nadawanie i nadawanie rozpoczęła Eska2.
Ostatnim wyemitowanym utworem w historii stacji był utwór "Ale to już było" Maryli Rodowicz. RDS w tym czasie zmienił się na "Eska2".